# わたしが沈黙するとき
『わたしが沈黙するとき』 （ 英題： When I Become Silent ）は、2007年に製作された日本の短編映画。山本兵衛監督。出演は前田綾花、菜葉菜。

## キャスト
- 恭子：前田綾花
- 利恵：菜葉菜

## 上映
2007年
- 山形国際ムービーフェスティバル(11月10日)

2008年
- トライベッカ映画祭
- ニューフェスト( NewFest:New York Lesbian, Gay, Bisexual, and Transgender Film Festival )
- ロサンゼルス・ゲイ・レズビアン映画祭(Outfest) (7月11日、14日)
- 第17回東京国際レズビアン&ゲイ映画祭(7月21日)
- インディパンダ国際短編映画祭
- サンパウロ国際短編映画祭
- 第3回札幌国際短編映画祭(9月12日、13日)
- ハンブルク・レズビアン＆ゲイ映画祭

2009年
- 第4回青森インターナショナルLGBTフィルムフェスティバル(7月25日)